# Canton de Saint-Paul-de-Fenouillet
Le canton de Saint-Paul-de-Fenouillet est une ancienne division administrative française, située dans le département des Pyrénées-Orientales et la région Languedoc-Roussillon.
Depuis 2015, toutes ses communes appartiennent au canton de la Vallée de l'Agly.

## Composition
Le canton de Saint-Paul-de-Fenouillet groupait 11 communes :
| Nom                                  | Code Insee | Intercommunalité     | Superficie (km2) | Population (dernière pop. légale) | Densité (hab./km2) |
| ------------------------------------ | ---------- | -------------------- | ---------------- | --------------------------------- | ------------------ |
| Saint-Paul-de-Fenouillet (chef-lieu) | 66187      | CC Agly Fenouillèdes | 43,90            | 1 842 (2014)                      | 42                 |
| Ansignan                             | 66006      | CC Agly Fenouillèdes | 7,84             | 188 (2014)                        | 24                 |
| Caudiès-de-Fenouillèdes              | 66046      | CC Agly Fenouillèdes | 36,45            | 640 (2014)                        | 18                 |
| Fenouillet                           | 66077      | CC Agly Fenouillèdes | 18,76            | 81 (2014)                         | 4,3                |
| Fosse                                | 66083      | CC Agly Fenouillèdes | 4,43             | 37 (2014)                         | 8,4                |
| Lesquerde                            | 66097      | CC Agly Fenouillèdes | 15,67            | 140 (2014)                        | 8,9                |
| Maury                                | 66107      | CC Agly Fenouillèdes | 34,63            | 821 (2014)                        | 24                 |
| Prugnanes                            | 66152      | CC Agly Fenouillèdes | 13,51            | 106 (2014)                        | 7,8                |
| Saint-Arnac                          | 66169      | CC Agly Fenouillèdes | 6,60             | 122 (2014)                        | 18                 |
| Saint-Martin-de-Fenouillet           | 66184      | CC Agly Fenouillèdes | 10,72            | 60 (2014)                         | 5,6                |
| Vira                                 | 66232      | CC Agly Fenouillèdes | 12,96            | 29 (2014)                         | 2,2                |

## Représentation

### Conseillers généraux de 1833 à 2015
| Période        | Période          | Identité                                | Étiquette    | Qualité |
| -------------- | ---------------- | --------------------------------------- | ------------ | --- |
| 1833           | 1842             | Jérôme Hortet (1785-1879)               |              | Notaire, maire de Saint-Paul-de-Fenouillet |
| 1842           | 1848             | Alexis Pla                              |              | Juge de paix à Saint-Paul-de-Fenouillet, conseiller d'arrondissement                                                                                       |
| 1848           | 1858             | Désiré Lazeu de Peyralade               |              | Propriétaire à Saint-Paul-de-Fenouillet |
| 1858           | 1871             | Alexis Pla                              |              | Juge de paix |
| 1871           | 1888 (décès)     | Casimir Benet-Roche                     | Républicain  | Propriétaire, maire de Caudiès |
| 1888           | 1901             | Clément Lanquine                        | Républicain  | Propriétaire à Saint-Paul-de-Fenouillet Rédacteur en chef de La Cité d'Art                                                                                 |
| 1901           | 1913             | Frédéric Manaut                         | Républicain  | Ingénieur à Paris |
| 1913           | 1919             | Léon Baux                               | Rad.         | Propriétaire à Saint-Paul-de-Fenouillet, conseiller d'arrondissement                                                                                       |
| 1919           | 1931             | Paul Auriol                             | SFIO         | Maire de Maury (1913-1925) |
| 1931           | 1940             | Georges Pézières                        | SFIO         | Professeur Sénateur (1936-1941) |
|                |                  |                                         |              | |
| 1943           | 1945             | Aimé Peprats                            |              | Maire de Caudiès-de-Fenouillèdes Nommé conseiller départemental en 1943                                                                                    |
|                |                  |                                         |              | |
| 1945           | 1956 (démission) | Léon-Jean Grégory                       | SFIO         | Avocat Maire de Thuir (1947-1982) Sénateur (1948-1958) Elu dans le Canton de Thuir en 1956                                                                 |
| 8 juillet 1956 | 1968 (décès)     | Joseph Calvet (fils de François Calvet) | SFIO         | Viticulteur Maire de Saint-Paul-de-Fenouillet (1944-1968)                                                                                                  |
| 1969           | 1973             | Louis Espinasse (1910-1991)             | SFIO puis PS | Maire de Caudiès-de-Fenouillèdes |
| 1973           | 2015             | Pierre Estève                           | PS           | Notaire - Député (1988-1993) Maire de Saint-Paul-de-Fenouillet (1983-1995) Conseiller municipal de Perpignan (2008-2009) Vice-président du conseil général |

### Conseillers d'arrondissement (de 1833 à 1940)
| Période                                  | Période | Identité                    | Étiquette           | Qualité |
| ---------------------------------------- | ------- | --------------------------- | ------------------- | --- |
| 1833                                     | 1839    | M. Azaïs                    |                     | Marchand tanneur, propriétaire à Saint-Paul                                                                 |
| 1839                                     | 1842    | Alexis Pla                  |                     | Juge de paix à Saint-Paul                                                                                   |
|                                          |         |                             |                     | |
| 1845                                     | 1848    | M. Lazeu (de) Peyrolade     |                     | Propriétaire à Saint-Paul (maire en 1860)                                                                   |
|                                          |         |                             |                     | |
| 1871                                     |         | Auguste Pons (1833-?)       | Républicain radical | Propriétaire à Maury                                                                                        |
|                                          |         |                             |                     | |
| 1898                                     | 1910    | Daniel Pons                 | Radical             | Propriétaire à Maury                                                                                        |
| 1910                                     | 1913    | Léon Baux                   | Soc.ind.            | Propriétaire à Saint-Paul-de-Fenouillet                                                                     |
| 1913                                     | 1940    | François Calvet (1878-1963) | SFIO                | Ouvrier mineur à Saint-Paul-de-Fenouillet, Président du Conseil d'arrondissement                            |
| 1940                                     |         |                             |                     | Les conseils d'arrondissement ont été suspendus par la loi du 12 octobre 1940 et n'ont jamais été réactivés |
| Les données manquantes sont à compléter. |         |                             |                     | |

## Démographie
| 1962  | 1968  | 1975  | 1982  | 1990  | 1999  | 2006  | 2011  | 2012  |
| ----- | ----- | ----- | ----- | ----- | ----- | ----- | ----- | ----- |
| 5 587 | 5 642 | 5 010 | 4 643 | 4 360 | 3 969 | 4 139 | 4 171 | 4 172 |